# Licencja zlib
Licencja zlib (ang. zlib license) – liberalna licencja, która definiuje na jakich zasadach może być rozpowszechniana biblioteka zlib. Jest również wykorzystywana przez inne wolne oprogramowanie. Libpng używa podobnej licencji czasami nazywanej zamiennie licencją zlib/libpng.
Licencja zlib została uznana przez Free Software Foundation licencją wolnego oprogramowania a przez Open Source Initiative licencją open-source. Jest kompatybilna z licencją GPL.

## Założenia
Licencja obejmuje tylko następujące punkty, które należy uwzględnić:
- Oprogramowanie dostarczane jest "takim jakie jest". Autorzy nie ponoszą odpowiedzialności za jakiekolwiek szkody wynikające z jego użytkowania.
- Dystrybucja zmodyfikowanej wersji oprogramowania podlega poniższym ograniczeniom:
  1. Autorstwo oryginalnego oprogramowania nie może być fałszywie reprezentowane,
  2. Zmienione wersje źródłowe nie mogą być fałszywie przedstawiane jako oryginalne oprogramowanie, oraz
  3. Informacja o licencji nie może zostać usunięta ze źródła.

Licencja nie wymaga udostępnienia kodu źródłowego przy dystrybucji kodu binarnego.